# Povels penna
Povels penna är en utmärkelse som är instiftad i Povel Ramels namn och årligen delas ut av Riksförbundet Lokalrevyer i Sverige (LIS). Utdelningen sker vid Revy-SM som ingår i Svensk Revyfestival, tidigare Revyrixdan. Vid några tillfällen närvarade Povel Ramel och delade ut priset.
Priset har delats ut sedan 1995. Från början gick priset till författaren av det vinnande revynumret vid Revyrixdagen, men sedan 1996 är Povels penna ett hederspris som går till en textförfattare som utmärkt sig med texter av hög kvalitet. Nomineringar kan göras av medlemsrevyer i LIS.

## Mottagare av Povels penna
- 1995: Berit Grebenö (Sundsvallsrevyn)
- 1996: Leif Mattisson & Nils-Gunnar Nilsson (Ordförrådet, Ullånger)
- 1997: Rune Göransson (Härnösandsrevyn, m fl)
- 1998:  Per-Ola Eklund (KulturSparken, Norrtälje)
- 1999: Reidar Eriksson (Garvsyra, m fl)
- 2000: Staffan Bjerstedt (Växjörevyn, m fl)
- 2001: Magnus Wernersson (Falkenbergsrevyn)
- 2002: Olle Sangemark (Västeråsrevyn)
- 2003: Maria Axmon (Sällskapet Kommunalskratt, Jönköping)
- 2004: Mats Eklund & Patrik Zackrisson (Östersundsrevyn)
- 2005: Bengt Larsson (Garvsyra, Jämtland)
- 2006: Kjell-Åke Eriksson (Iggesundsrevyn)
- 2007: Nils Hagbard (Club 96 i Åkersberga)
- 2008: Jenny Wistbacka (Katrineholmsrevyn, m fl)
- 2009: Peter Lövegard (Strengnäs Arbis, Strängnäsrevyn)
- 2010: Eva Näsström (Fåntanellerna, Härnösand)
- 2011: Sören Svensson (Mönsteråsrevyn)
- 2012: Quarl-Thomas Nilsson (Vetlandarevyn)
- 2013: Owe Lidemalm (Täljerevyn)
- 2014: Janni Trenkle (Nya Halmstadrevyn Göörglad] m fl)
- 2015: Niklas Johansson (Katrineholmsrevyn)
- 2016: Roland Olsson (Gotlandsrevyn)
- 2017: Lennart Hämäläinen (Iggesundsrevyn)
- 2018: Anna Bromee (ett flertal revyer)
- 2019: Lennart Jensen (Helsingborgsrevyn)
- 2021: Pär Nymark (Osbyrevyn)
- 2022: Hanna Sangemark (Västeråsrevyn)
- 2023: Niklas Holtne (Arlövsrevyn)
- 2024: Daniel Träff (Falkenbergsrevyn m fl)
- 2025: Victoria Sandblom (Falköpingsrevyn Teaterboven)